# هابي (تكساس)
هابي (بالإنجليزية: Happy)‏ هي مدينة أمريكية تقع في ولاية تكساس.تبلغ مساحة هذه المدينة 2.8 (كم²)،ويبلغ عدد سكانها 647 نسمة حسب إحصاء سنة 2010 م. تشير إحصاءات سنة 2000م بأن الكثافة السكانية في هذه المدينة تقدر بـ(234.5) نسمة/كم2.

## أعلام
- بادي نوكس